# Mehdi Boukamir
Mehdi Boukamir (en arabe : مهدي بوكامير), né le 26 janvier 2004 à Jemeppe-sur-Sambre en Belgique, est un footballeur belgo-marocain qui joue au poste de défenseur central au Charleroi SC.

## Biographie

### Naissance, jeunesse et débuts (2010-2022)
Mehdi Boukamir naît le 26 janvier 2004 à Jemeppe-sur-Sambre, en Belgique francophone, dans la province de Namur de parents marocains originaires de Tanger[réf. nécessaire]. De nationalité belge, il obtient la nationalité marocaine par affiliation paternelle. Suivant les pas de son oncle Abdellilam Boukamir, ancien footballeur professionnel, Mehdi et son frère Amine Boukamir se lancent également dans le football.
Mehdi Boukamir commence sa carrière de footballeur à l'âge de six ans à l'Espoir de Jemeppe, son club local, où il est inscrit par son père. Dès ses débuts, il développe une passion dans le jeu défensif, bien qu'il évolue initialement au poste de milieu de terrain. Au niveau scolaire, Mehdi Boukamir a suivi ses études au Séminaire de Floreffe où il obtient son CESS. 

### Formation au Sporting Charleroi (depuis 2022)
En 2013, à l'âge de neuf ans, Mehdi Boukamir rejoint le centre de formation du Royal Charleroi SC. À quatorze ans, il change de poste, passant de milieu défensif à défenseur central. Le 6 janvier 2021, il signe son premier contrat professionnel avec le club, tout en évoluant avec l'équipe réserve. En août 2022, il prolonge son contrat de deux ans, avec une option de deux années supplémentaires.
Au début de la saison 2022-2023, il s'entraîne avec l'équipe première avant de l'intégrer définitivement. Il fait ses débuts professionnels en tant que titulaire le 21 octobre 2022 contre le Cercle Bruges KSV, match qui se solde par une défaite de 4-1. Le 22 janvier 2023, il reçoit un carton rouge lors du match nul 2-2 contre le Club Bruges KV, après quoi il disparaît des onze titulaires de Charleroi pour la seconde partie de la saison. Le 13 février, il prolonge son contrat jusqu'en 2025,,. Il termine la saison avec dix matchs disputés en Pro League, Charleroi se classant à la neuvième place du championnat.
Le 29 juillet 2023, il est titularisé et joue 90 minutes lors de son premier match de la saison 2023-2024 contre l'Oud-Heverlee Louvain, match qui se termine sur un score nul de 1-1. Principalement remplaçant de Stélios Andréou et Achraf Dari, il ne joue que onze matchs en championnat et termine la saison à la treizième place du classement de la Pro League.

#### Prêt au Paphos FC, en Chypre
Le 9 septembre 2024, Mehdi Boukamir est prêté pour la saison avec option d'achat au Paphos FC, actuel 4e du championnat chypriote.

### En sélection

#### Entre la Belgique et le Maroc
En 2020, Mehdi Boukamir reçoit sa première convocation avec l'équipe du Maroc des moins de 17 ans pour un stage de préparation.
En septembre 2021, il se rend disponible pour la Fédération royale belge de football, qui le sélectionne à plusieurs reprises dans les catégories inférieures de l'équipe nationale belge des moins de 18 ans, sous la direction du sélectionneur Wesley Sonck. Il dispute ainsi son premier match avec les Diablotins à l'occasion d'une rencontre amicale contre la Norvège des moins de 17 ans, match qui se termine sur un score nul de 2-2. En octobre, il participe à d'autres matchs contre la Croatie -18 ans (victoire, 1-2), la Tchéquie -18 ans (victoire, 0-1) et le Danemark -18 ans (victoire, 3-1),,,.
En septembre 2022, Boukamir est convoqué par Thierry Siquet pour prendre part aux qualifications de l'Euro des moins de 19 ans. Resté sur le banc pendant 90 minutes lors du premier match contre l'Albanie -19 ans (victoire, 1-3), il est titularisé pendant 90 minutes lors du deuxième match, six jours plus tard, contre l'Espagne -19 ans au poste de milieu relayeur (match nul, 0-0). La Belgique ne parvient toutefois pas à se qualifier à l'édition 2023 de cet Euro.
En juin 2023, il change de nationalité sportive auprès de la FIFA afin de poursuivre sa carrière internationale avec les catégories inférieures de l'équipe du Maroc.

#### Champion d'Afrique U23
Le 9 juin 2023, Mehdi Boukamir est sélectionné par Issame Charaï pour faire partie de l'équipe du Maroc olympique participant à la Coupe d'Afrique U23, qui se déroule au Maroc.
Les matchs de la phase de groupes ont lieu en fin juin au Complexe sportif Moulay-Abdallah de Rabat, contre la Guinée olympique, le Ghana olympique et le Congo olympique. Boukamir est titularisé dès le match d'ouverture face à la Guinée olympique où le Maroc l'emporte 2-1. Sa performance solide lui vaut une deuxième titularisation contre le Ghana olympique, où le Maroc décroche une victoire écrasante de 5-1, assurant ainsi leur place en demi-finales,.
Lors de la demi-finale contre le Mali olympique, Boukamir est titularisé aux côtés de Chadi Riad et joue 120 minutes avant une victoire aux tirs au but après un match nul de 2-2,. En finale, le Maroc remporte la compétition en prolongation contre l'Égypte olympique grâce à un but d'Oussama Targhalline, concluant la rencontre sur un score de 2-1,,,,.

#### Jeux olympiques 2024
Sélectionné en septembre 2023, Mehdi Boukamir dispute un match amical le 7 septembre contre l'équipe olympique du Brésil à Fès, où il est titularisé par Issame Charaï. Le Maroc remporte ce match 1-0,. Un deuxième match amical, prévu le 11 septembre dans la même ville, est annulé par la fédération marocaine en raison du séisme survenu au Maroc,.
Le 4 juillet 2024, Boukamir est sélectionné par Tarik Sektioui dans une liste élargie de 22 joueurs pour représenter le Maroc olympique aux Jeux olympiques 2024,,.

## Style de jeu
Mehdi Boukamir est un défenseur central de formation chez les Carolos. Droitier, il est également capable de jouer au poste de milieu relayeur, une polyvalence qu'il a démontrée lors de son parcours junior en club et lors de ses sélections de jeunes avec la Belgique sous la direction de Wesley Sonck.
Boukamir se distingue par une approche particulière au poste de défenseur central. Il adopte la philosophie selon laquelle un bon défenseur doit intégrer une certaine ruse dans son jeu. Lors d'une interview, il explique : « Il y a quelques attaquants aussi qui sont un peu vicieux. C'est aussi dans leur jeu. De notre côté en tant que défenseur, de temps en temps, il faut un peu jouer avec les bras, des petits vices. C'est nécessaire quand on tombe contre un très bon attaquant. ».
Il s'inspire beaucoup du jeu de Sergio Ramos, notamment dans l'art de perturber les attaquants tout en restant dans l'esprit du jeu. Boukamir précise que sa particularité réside dans le fait de toujours maintenir un espace d'un mètre face à l'attaquant tout en tendant le bras. « Quand il se retourne, j'ai le temps d'intervenir », dit-il, soulignant son approche stratégique pour gagner du temps et intercepter les actions adverses.

## Statistiques

### Statistiques détaillées
| Saison                | Club                  | Championnat           | Championnat | Championnat | Championnat | Coupe(s) nationale(s) | Coupe(s) nationale(s) | Coupe(s) nationale(s) | Compétition(s) continentale(s) | Compétition(s) continentale(s) | Compétition(s) continentale(s) | Compétition(s) continentale(s) | Maroc | Maroc | Maroc | Total | Total | Total |
| Saison                | Club                  | Division              | M.          | B.          | P.d.        | M.                    | B.                    | P.d.                  | Comp.                          | M.                             | B.                             | P.d.                           | M.    | B.    | P.d.  | M.    | B.    | P.d.  |
| 2022-2023             | Charleroi SC          | Division 1A           | 8           | 0           | 0           | -                     | -                     | -                     | -                              | -                              | -                              | -                              | -     | -     | -     | 8     | 0     | 0     |
| 2023-2024             | Charleroi SC          | Division 1A           | 11          | 0           | 0           | 2                     | 0                     | 0                     | -                              | -                              | -                              | -                              | -     | -     | -     | 13    | 0     | 0     |
| 2024-2025             | Charleroi SC          | Division 1A           | -           | -           | -           | -                     | -                     | -                     | -                              | -                              | -                              | -                              | -     | -     | -     | 0     | 0     | 0     |
| Sous-total            | Sous-total            | Sous-total            | 19          | 0           | 0           | 2                     | 0                     | 0                     | -                              | -                              | -                              | -                              | -     | -     | -     | 21    | 0     | 0     |
| Total sur la carrière | Total sur la carrière | Total sur la carrière | 19          | 0           | 0           | 2                     | 0                     | 0                     | -                              | -                              | -                              | -                              | 0     | 0     | 0     | 21    | 0     | 0     |

### En sélection marocaine
Le tableau suivant liste les rencontres de l'équipe du Maroc U23 des catégories des jeunes dans lesquelles Mehdi Boukamir a été sélectionné depuis le 22 mars 2023.
| Catégorie | Date             | Lieu          | Adversaire     | Résultat | Minutes | Compétition     | Buts | Passes | Capitaine | Club          |
| --------- | ---------------- | ------------- | -------------- | -------- | ------- | --------------- | ---- | ------ | --------- | ------------- |
| Maroc U23 | 15 juin 2023     | Rabat         | Mauritanie     | 4 – 1    | -       | Match amical    | 0    | 0      | Non       | RSC Charleroi |
| Maroc U23 | 19 juin 2023     | Rabat         | Zambie         | 3 – 1    | -       | Match amical    | 0    | 0      | Non       | RSC Charleroi |
| Maroc U23 | 24 juin 2023     | Rabat         | Guinée         | 2 – 1    | 90 min  | CAN U23         | 0    | 0      | Non       | RSC Charleroi |
| Maroc U23 | 27 juin 2023     | Rabat         | Ghana          | 5 – 1    | 90 min  | CAN U23         | 0    | 0      | Non       | RSC Charleroi |
| Maroc U23 | 4 juillet 2023   | Rabat         | Mali           | 2 – 2    | 120 min | CAN U23         | 0    | 0      | Non       | RSC Charleroi |
| Maroc U23 | 8 juillet 2023   | Rabat         | Égypte         | 2 – 1    | 120 min | CAN U23         | 0    | 0      | Non       | RSC Charleroi |
| Maroc U23 | 7 septembre 2023 | Fès           | Brésil         | 1 – 0    | 90 min  | Match amical    | 0    | 0      | Non       | RSC Charleroi |
| Maroc U23 | 12 octobre 2023  | Casablanca    | Irak           | 0 – 1    | 78 min  | Match amical    | 0    | 0      | Non       | RSC Charleroi |
| Maroc U23 | 16 novembre 2023 | Murcie        | Danemark       | 0 – 3    | 90 min  | Match amical    | 0    | 0      | Non       | RSC Charleroi |
| Maroc U23 | 26 mars 2024     | Antalya       | Pays de Galles | 2 – 0    | 90 min  | Match amical    | 0    | 0      | Non       | RSC Charleroi |
| Maroc U23 | 24 juillet 2024  | Saint-Étienne | Argentine      | 1 – 2    | 90 min  | Jeux olympiques | 0    | 0      | Non       | RSC Charleroi |
| Maroc U23 | 27 juillet 2024  | Saint-Étienne | Ukraine        | 2 – 1    | 74 min  | Jeux olympiques | 0    | 0      | Non       | RSC Charleroi |
| Maroc U23 | 30 juillet 2024  | Nice          | Irak           | 3 – 0    | 90 min  | Jeux olympiques | 0    | 0      | Non       | RSC Charleroi |
| Maroc U23 | 2 août 2024      | Paris         | États-Unis     | 4 – 0    | 90 min  | Jeux olympiques | 0    | 0      | Non       | RSC Charleroi |
| Maroc U23 | 5 août 2024      | Marseille     | Espagne        | 2 – 1    | 88 min  | Jeux olympiques | 0    | 0      | Non       | RSC Charleroi |
| Maroc U23 | 8 août 2024      | Nantes        | Égypte         | 0 – 6    | 90 min  | Jeux olympiques | 0    | 0      | Non       | RSC Charleroi |

## Palmarès
Maroc -23 ans
- Coupe d'Afrique des nations :
  -  Vainqueur : 2023.

- Jeux olympiques
  -  Bronze : Paris 2024